# Maria Zambaco
Maria Zambaco (29 avril 1843, Londres - 14 juillet 1914, Paris), née Marie Terpsithea Cassavetti (grec moderne : Μαρία Τερψιθέα Κασσαβέτη, parfois orthographié Maria Tepsithia Kassavetti ou appelée Mary), est un modèle et artiste britannique, d'origine grecque, appréciée par les préraphaélites. Elle est aussi sculptrice hors pair.

## Jeunesse
Elle est la fille du riche marchand anglo-hellénique Demetrios Cassavetti (décédé en 1858) et de sa femme Euphrosyne (1822–1896) et nièce du consul grec et célèbre mécène Alexandre Constantin Ionide. Maria et ses cousines Marie Spartali Stillman et Aglaia Coronio sont connues collectivement entre amis sous le nom de "les Trois Grâces", d'après les Charites de la mythologie grecque. Après avoir hérité de la fortune de son père en 1858, elle peut mener une vie plus indépendante et est connue pour ne pas être chaperonnée alors qu'elle n'était pas encore mariée.

## Vie artistique
Maria se consacre à l'art et étudie à l'école Slade avec Alphonse Legros et Auguste Rodin à Paris. Elle travaille comme sculptrice dans les années 1880, partageant un atelier à Chelsea, Londres avec Louise Jopling. Le British Museum détient quatre de ses médailles dont elle a fait don, représentant des têtes de jeunes filles.
Elle expose à la Royal Academy en 1887 et à la Arts and Crafts Exhibition Society de 1889 à Londres. Elle expose également au Salon de Paris.
Appréciée des cercles préraphaélites pour ses cheveux roux foncé et sa peau pâle, elle est le modèle la plus remarquable de l'artiste Edward Burne-Jones. Elle est également modèle pour James McNeill Whistler et Dante Gabriel Rossetti.

## Vie privée
En 1860, elle effraie son premier admirateur, George du Maurier, qui la qualifie de "grossière et inaccessible mais d'un grand talent et d'une beauté vraiment merveilleuse". Au lieu de cela, elle épouse le Dr Zambaco en 1860, vivant initialement avec lui en France. Elle a un fils et une fille de lui. Le mariage n'est pas un succès et elle retourne vivre avec sa mère à Londres en 1866.
Burne-Jones la rencontre pour la première fois en 1866, lorsque sa mère lui demande de la peindre en Cupidon et Psyché, et ils ont une liaison qui dure au moins jusqu'en janvier 1869 et ils restent en contact après. Dans The Memorials of Edward Burne -Jones de Georgiana Burne-Jones, l'affaire n'est pas mentionnée, mais les années 1868-1871 sont décrites comme « Cœur, toi et moi ici, tristes et seuls » (d'après le poème de John Keats : Why Did I Laugh Tonight ? ). En 1869, Edward Burne-Jones tente de quitter sa femme pour elle, ce qui provoque un grand scandale. Maria le supplie de se suicider avec elle par overdose de laudanum au bord du canal de la Petite Venise et la police doit être appelée.
Après leur rupture, Maria continue à apparaître dans les peintures de Burne-Jones en tant que sorcière ou tentatrice, comme dans sa dernière œuvre majeure d'elle, The Beguiling of Merlin (1872-1877), et la controversée Phyllis and Demophoön (1870), qui est retiré de l'affiche à la Royal Watercolour Society. Des amis de la famille Burne-Jones, comme Rosalind Howard, isolent Maria socialement.
Elle meurt à Paris en 1914 et son corps est ramené pour inhumation dans le sarcophage familial à la nécropole grecque orthodoxe du cimetière métropolitain sud de Norwood, où elle est enregistrée sous son nom de jeune fille.

## Galerie

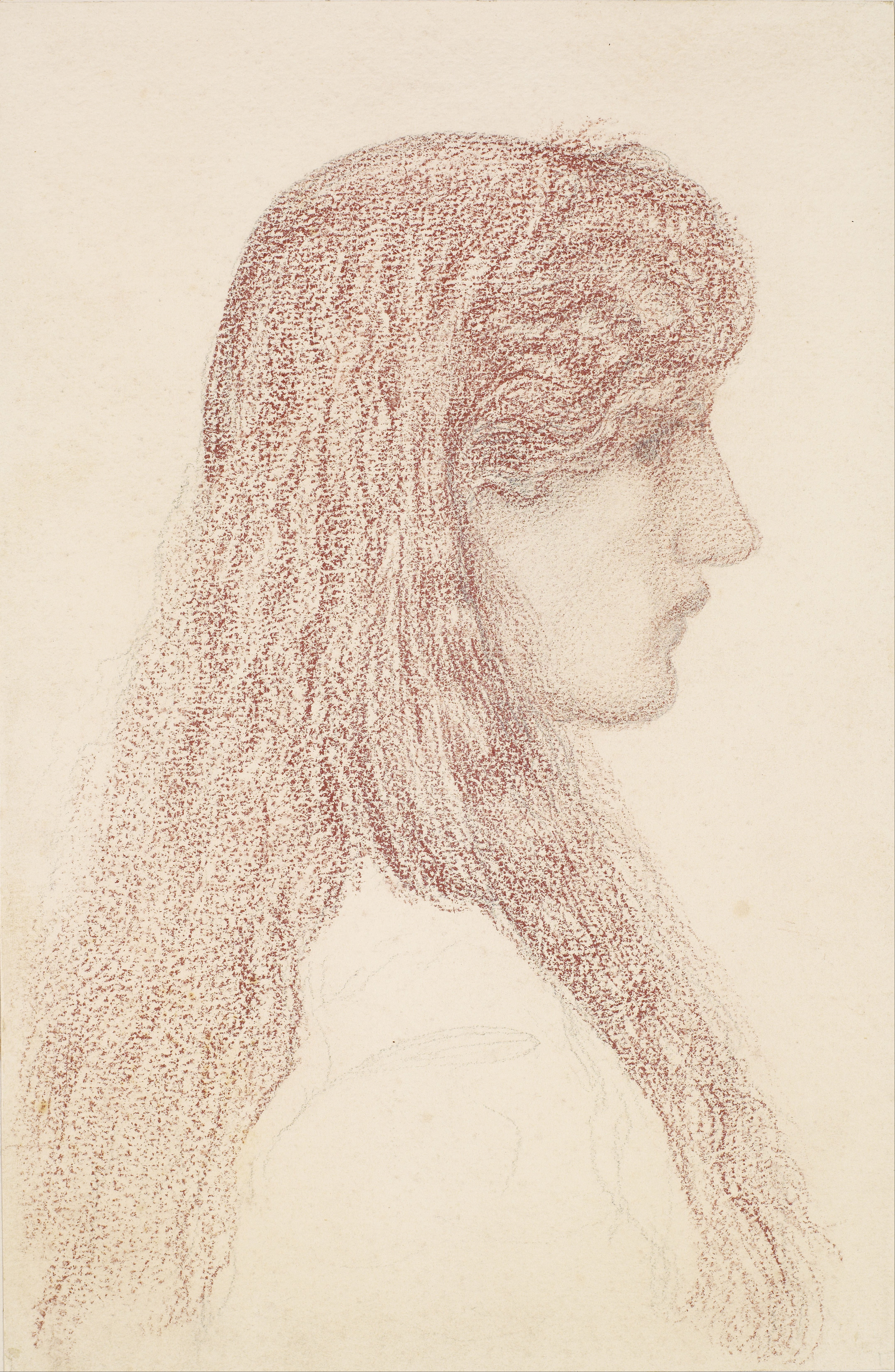
Étude d'Edward Burne-Jones, 1866, Pastel sur papier, 20.5 x 31.4 cm, Birmingham Museum and Art Gallery
Portrait de Dante Gabriel Rossetti, c. 1870
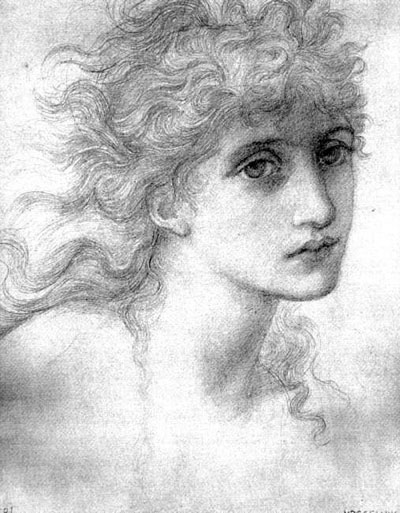
Étude d'Edward Burne-Jones, c.1870
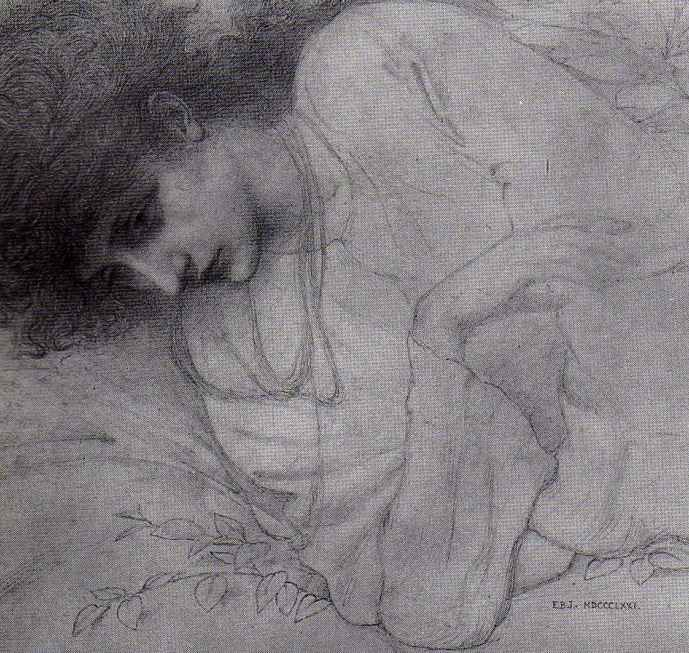
Portrait de Maria Zambaco, par Edward Burne-Jones, 1871
Maria Theresa Zambaco, Dante Gabriel Rossetti, 1870, Pastel sur papier, 100 x 72 cm, Clemens-Sels
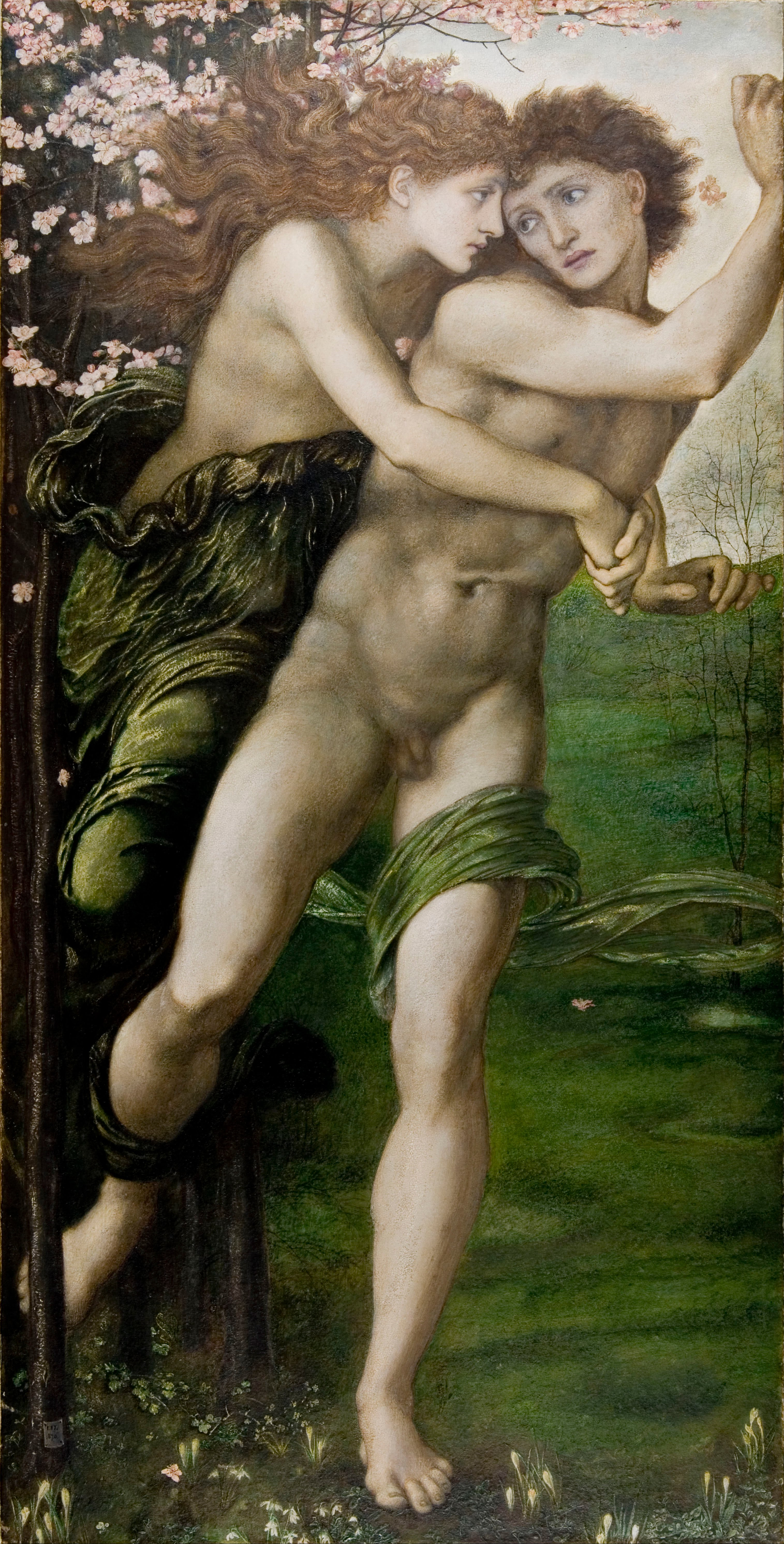
Phyllis et Demophoön, par Edward Burne-Jones, 1870, Birmingham Museum and Art Gallery
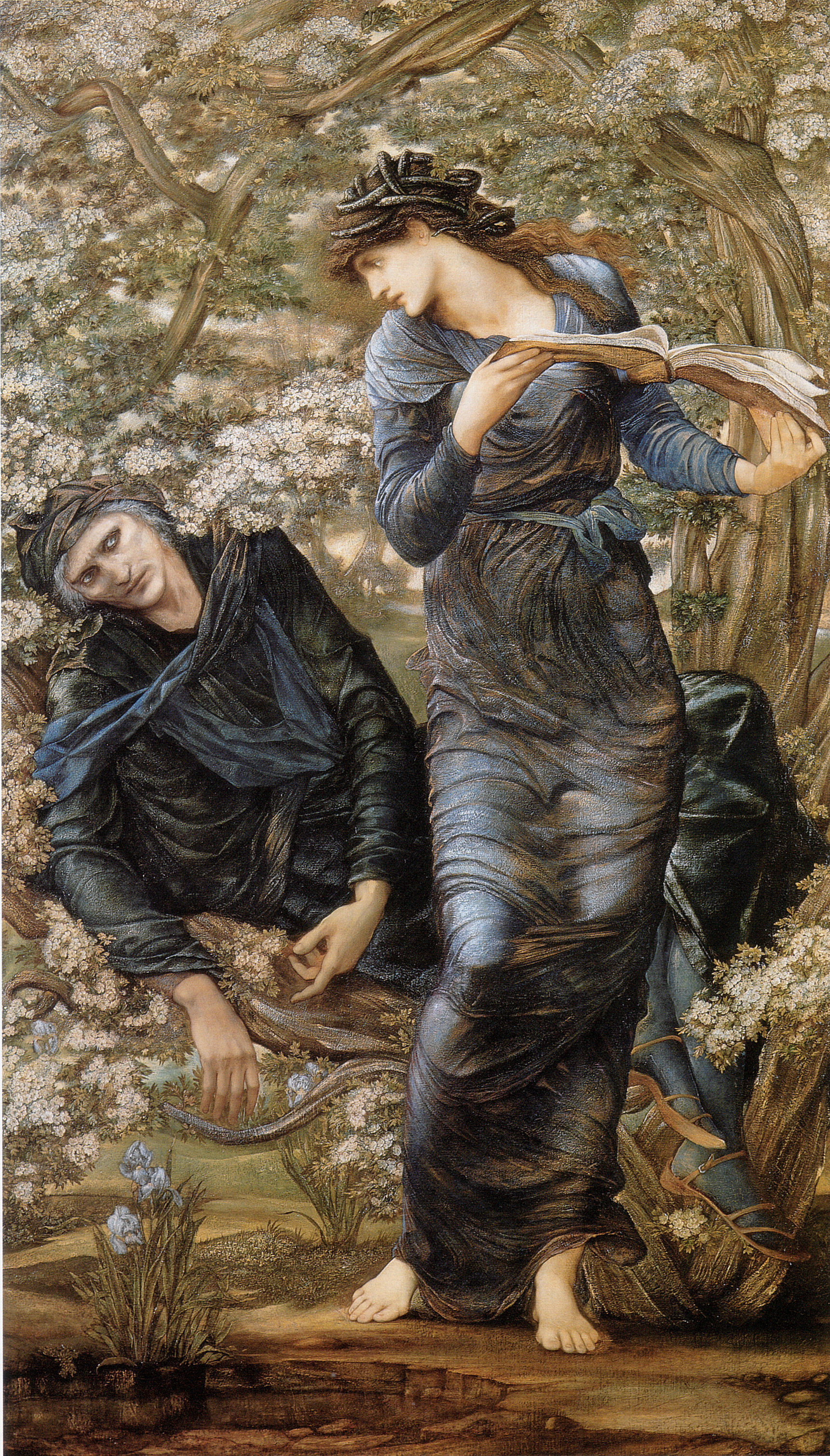
The Beguiling of Merlin, par Edward Burne-Jones, 1872–1877, Lady Lever Art Gallery
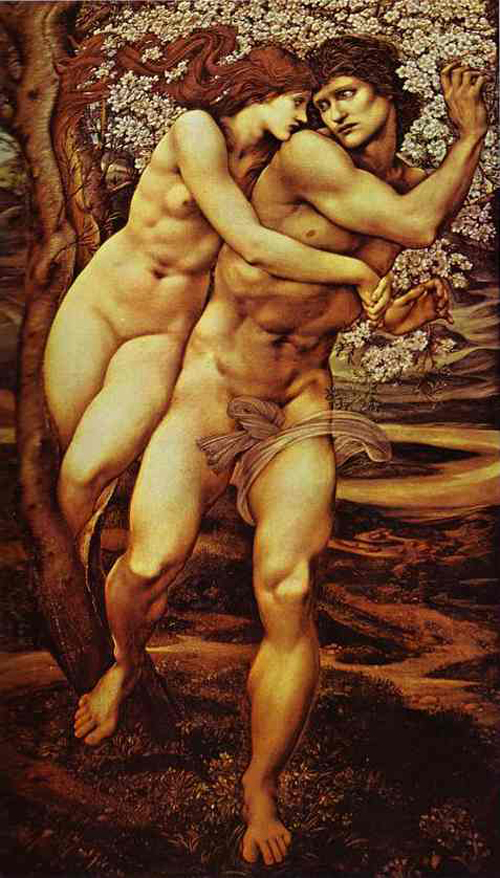
The Tree of Forgiveness, par Edward Burne-Jones, 1882, Lady Lever Art Gallery
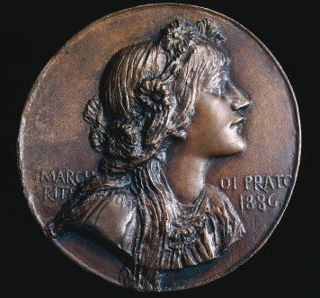
Medal, c. 1885, alloy, 11.5 cm, British Museum, Museum number 1887,0209.2